# Тънкотела мангуста
Тънкотела мангуста (Galerella sanguinea или Черноопашата мангуста) е вид бозайник от семейство Мангустови (Herpestidae).

## Разпространение и местообитание
Разпространен е в Ангола, Бенин, Ботсвана, Буркина Фасо, Гамбия, Гана, Гвинея, Гвинея-Бисау, Джибути, Еритрея, Етиопия, Замбия, Зимбабве, Кабо Верде, Камерун, Кения, Демократична република Конго, Република Конго, Кот д'Ивоар, Либерия, Мавритания, Малави, Мозамбик, Намибия, Нигер, Нигерия, Руанда, Свазиленд, Сенегал, Сиера Леоне, Сомалия, Судан, Танзания, Того, Уганда, Централноафриканската република, Чад, Южен Судан и Южна Африка.